# Povl Riis-Knudsen
Povl Heinrich Riis-Knudsen es un neonazi danés, destacado tanto en los Estados Unidos como en Dinamarca. Riis-Knudsen es conocido como autor de los artículos Nacional Socialismo: Un Movimiento de Izquierdas (1984) y Nacional Socialismo: La Perspectiva Biológica (1987), así como por haber estado involucrado con Matt Koehl del Partido Nazi Americano.

## Vida e Ideas
Povl Heinrich Riis-Knudsen cobró notoriedad cuando Matt Koehl asumió el liderazgo de la Unión Mundial de Nacionalsocialistas (WUNS) y buscó a Riis-Knudsen, ya un destacado neonazi en Dinamarca, como su contacto europeo. Riis-Knudsen, quien sentía que el nazismo en Europa estaba limitado por la experiencia histórica del continente, acogió con agrado el cambio, ya que creía que en Estados Unidos esta limitación era menor. Por lo tanto, se convirtió en Secretario General de la WUNS. Durante ese tiempo, lideró una expansión del grupo con figuras como Gaston-Armand Amaudruz en Suiza, Ramon Bau en España y Victor DeCecco en Italia.
Sin embargo, Riis-Knudsen perdió pronto esta posición, ya que no compartía el deseo de Koehl de formar una religión basada en el nazismo. Alegó que «las personas normales eran escasas» cuando visitó a los partidarios de Koehl. Después de la ruptura de esta relación, Riis-Knudsen se centró más en la escritura.
Su obra más destacada fue el artículo de 1987 Nacional Socialismo: La Perspectiva Biológica, donde argumentaba que el nazismo tenía sus bases en las leyes de la naturaleza y era la culminación de la búsqueda de la verdad como principio fundacional de la vida. Gran parte de lo que escribió se basa en el misticismo de Savitri Devi.
También publicó Nacional Socialismo: Un Movimiento de Izquierdas en 1984, donde sostenía que la naturaleza revolucionaria del nazismo lo diferenciaba de las formas reaccionarias de la derecha, considerando al nazismo como una ideología de izquierda. Esto ha hecho que haya sido llamado strasserista en internet.[cita requerida]
Riis-Knudsen, en ese momento, buscó más una acomodación con el comunismo, alineándose con una tendencia en la extrema derecha europea de esa época. Aunque rechazaba el marxismo abstracto,[cita requerida] estaba atraído por la práctica del comunismo. Incluso visitó la Unión Soviética en 1978, lo que generó controversia en la prensa danesa, que conocía a Riis-Knudsen como un neonazi. Llegó a ver a Rusia, en lugar de Estados Unidos, como los salvadores de la raza aria, y expresó esto en Nacional Socialismo: Un Movimiento de Izquierdas.[cita requerida]
En Dinamarca, Riis-Knudsen fue presidente del Danmarks Nationalsocialistiske Bevægelse[cita requerida] (Movimiento Nacionalsocialista de Dinamarca), una organización abiertamente neonazi fundada en 1970. En esta capacidad, construyó una red de contactos en toda Europa, colaborando con el alemán Michael Kühnen y el negacionista del Holocausto Thies Christophersen. También escribió para CEDADE en una edición especial de su boletín que también contó con Salvador Borrego, Wilfred von Oven y Richard Edmonds. En años más recientes, sus contactos internacionales han incluido a Mark Cotterill y al ex portavoz de New Order, Martin Kerr.
En la década de 1980, Riis-Knudsen generó controversia al aparecer en televisión pidiendo la purga de todos los inmigrantes en Dinamarca, la pena de muerte para quienes transmitieran el VIH, campos de trabajo para sus oponentes políticos y la esterilización de no blancos. La aparición causó indignación en Noruega y Suecia, y fue prohibida en Dinamarca. También expresó su apoyo a Palestina frente a Israel y simpatía con el fundamentalismo islámico, aunque equilibrado con el deseo de ver expulsado el islam de Europa.[cita requerida]
Expulsado del DNSB en 1992 por «mezcla de razas» al comprometerse con una cristiana palestina a la que Riis-Knudsen argumentaba que era una «árabe blanca», el DNSB abandonó la WUNS y cambió su lealtad a la NSDAP/AO, una red internacional rival. Desde entonces, Riis-Knudsen ha dirigido su atención a dirigir su propia editorial, Nordland-Verlag, desde Aalborg. Esto ha causado controversia al publicar una serie de libros sobre la negación del Holocausto en danés.
Riis-Knudsen ha culpado a los países occidentales por hacer necesaria la invasión rusa de Ucrania en 2022. Ha afirmado que la masacre de Bucha fue escenificada. Ha afirmado que el presidente ucraniano Volodymyr Zelenskyy no trabaja para Ucrania sino para poderes no revelados y que el objetivo de Zelenskyy es una guerra nuclear. Riis-Knudsen ha instado a China a invadir Taiwán.
El Nacional Socialismo según Knudsen es de izquierdas:
«Es un hecho histórico que nada bueno ha surgido de la derecha. Si no hubiera sido por revolucionarios como Copérnico, Kepler, Giordano Bruno y Galileo, todavía creeríamos que la tierra es plana y el centro del universo. Cuando se desarrolló el capitalismo, la élite no hizo ningún intento de resolver los problemas sociales resultantes de la Revolución Industrial, sino que continuó explotando sin piedad a la nueva clase trabajadora, dando lugar a pensamientos revolucionarios expresados en la ideología marxista. Y todas las mejoras sociales necesarias y justas que hemos visto durante los últimos 100 años sólo se han introducido después de una fuerte presión desde la izquierda, con los conservadores de derecha en constante retirada, tratando lastimosamente de preservar tanto como sea posible para sí mismos.»